# Encentrum sutoroides
Encentrum sutoroides är en hjuldjursart som beskrevs av Wulfert 1940. Encentrum sutoroides ingår i släktet Encentrum och familjen Dicranophoridae. Inga underarter finns listade i Catalogue of Life.